# Anaphothrips trimaculatus
Anaphothrips trimaculatus är en insektsart som beskrevs av Nakahara 1995. Anaphothrips trimaculatus ingår i släktet Anaphothrips och familjen smaltripsar. Inga underarter finns listade i Catalogue of Life.